# محمد مصطفى الماحي
محمد مصطفى الماحي (1313 هـ - 1396 هـ / 1895 - 1976م) شاعر مصري معاصر.
ولد في مدينة دمياط، وتوفي في القاهرة. قضى حياته في مصر والعراق. حفظ أجزاء من القرآن الكريم في أحد كتاتيب دمياط، ثم انتقل إلى إحدى المدارس الأهلية لمدة سنتين درس فيها اللغة والكتابة وبعض العلوم التجارية والحساب، ثم التحق بمدرسة دمياط الابتدائية الأميرية وتخرج فيها عام 1911، ثم توقف عن التعليم. انتقلت أسرته إلى القاهرة، وهناك اتجه إلى الحياة الوظيفية.
عُيّن سكرتيرًا بديوان الأوقاف تحت رئاسة الأديب محمد المويلحي، ثم ترقى إلى سكرتير ثان لمجلس الأوقاف الأعلى عام 1918، ثم أصبح رئيسًا لقسم السكرتارية وسكرتيرًا برلمانيًا لوزارة الأوقاف عام 1930، وفي عام 1936 أصبح مديرًا لقسم الإدارة، ثم مديرًا عامًا لأملاك وزارة الأوقاف، ثم اختير خبيرًا لتنظيم شؤون الأوقاف بالعراق عام 1937، وبعد عودته تولى عدة مناصب إدارية حتى وصل إلى مدير للأوقاف الأهلية، ثم استقال عام 1952.
كان عضوًا في المجلس الأعلى للفنون والآداب والعلوم الاجتماعية، وكذا في العديد من الجمعيات الأدبية منها: «جمعية الأدباء»، كما اختير وكيلاً لرابطة الأدب الحديث عام 1932. جمعته وظيفته في وزارة الأوقاف بعدد من كبار أدباء مصر الذين عملوا بهذه الوزارة مرحلة من حياتهم مثل: عباس محمود العقاد، عبد العزيز البشري، أحمد الكاشف، عبد الحليم المصري، فضلاً عن المويلحي.

## الإنتاج الشعري
له ديوان مطبوع بعنوان «ديوان الماحي» - صدر منه عدة طبعات منها 1934 - 1957 - وكان آخرها عن دار الفكر العربي - القاهرة 1968 (وقد ضمت الجديد من شعره حتى عام صدور الديوان)، وله قصيدة بعنوان «دعوة للجهاد» وردت ضمن كتاب «الشعراء والمعركة» - المجلس الأعلى لرعاية الفنون والآداب والعلوم الاجتماعية- القاهرة 1969.
سار في اتجاه التجديد فاهتم بوحدة الموضوع، وأعطى قصائده عناوين تدل على موضوعاتها، غير أنه قسّم ديوانه وفق الأغراض التقليدية منها المراثي والوجدانيات، وله قصائد تظهر حسه الوطني واهتمامه بالقضايا القومية العربية، وتذكّر بمكانة القدس وتدعو إلى الأخذ بالثأر من مغتصبيها، وفي وجدانياته تنوّع والتفات إلى معاني الحنين واستعادة الذكريات، تعلو فيها نبرة شجن وصفاء روحي يجعله أقرب إلى الحب العذري، وقصائده الدينية تؤكد الرغبة في التطهر من الذنوب، وتشع بالطاقة الإيمانية المشفوعة بطلب الغفران، ومن مراثيه قصيدة في رثاء ابنته تصور فجيعته تصويرًا إنسانيًا مؤثرًا صادقًا، لغته سلسة، وخياله متوازن، له إفادات بديعية أهمها
التصريع الذي يصدّر به معظم قصائده. تتجاوب ألفاظه وإيقاعاته وموضوع القصيدة، وبخاصة في مراثيه، وفي قصائده القومية. حصل على وسام الرافدين العراقي بإنعام من الملك غازي ملك العراق.